# 오토 빌레 쿠시넨
오토 빌헬름 "빌레" 쿠시넨(핀란드어: Otto Wilhelm "Wille" Kuusinen, 러시아어: Отто Вильгельмович Куусинен 오토 빌겔모비치 쿠시넨[*], 듣기 (도움말·정보), 1881년 ~ 1964년 5월 17일)은 핀란드에서 태어난 소련의 정치인, 시인이다.

## 생애

### 어린 시절
쿠시넨은 핀란드 대공국 라우카의 재단사 빌헬름 유혼포이카 쿠시넨(Wilhelm Juhonpoika Kuusinen)의 아들로 태어났다. 모친은 쿠시넨이 두 살 때 죽고 남은 가족을은 이위배스퀼래로 이주했다. 쿠시넨은 1900년 5월 이위배스퀼래에서 고등학교를 졸업하고 같은 해 헬싱키 대학교에 진학했다. 주전공은 철학, 미학, 미술사였다. 쿠시넨은 학생회의 열성분자로 이 시기에는 페노만 보수주의와 알키오주의에 관심을 보였다. 1902년 학위취득희망자 자격으로 졸업했다.

### 핀란드 내전과 러시아 도피
1906년 쿠시넨은 온건 성향의 J. K. 카리 지도부를 무너뜨리고 핀란드 사회민주당의 당권을 장악했다. 1908년-1913년에 의회 의원을, 1911년-1917년에 사회민주당 주석을 역임했다. 쿠시넨은 1918년 1월 핀란드에서 일어난 혁명의 지도자로, 이후 만들어진 적핀란드의 혁명정부에서 교육대표 자리를 얻었다. 적군이 핀란드 내전에서 패배하자 쿠시넨은 모스크바로 도피했고 핀란드 공산당을 조직했다.
쿠시넨은 볼셰비키가 장악한 러시아에서 코민테른의 중요 간부로 활약했고, 러시아 SFSR은 곧 소련으로 탈바꿈한다. 쿠시넨은 소련 방첩대의 총수가 되기도 했으며 이때 재직하면서 북유럽 국가들에 간첩망을 만들었다. 한편 핀란드에서는 배이뇌 탄네르의 지도하에 사회민주당이 온건좌파로 재편되었다. 그런 만큼 쿠시넨을 비롯한 강경좌파는 점점 내전과 그 후유증의 원인제공자로 지목당하게 되었다.
내전 이후 수십 년간 지속된 핀란드의 반공주의 풍조로 많은 핀인들이 공산주의 국가 건설에 동참하기 위해 러시아로 이주했다. 그러나 스탈린의 대숙청은 핀란드계 소련인들에게 치명타로 작용했다. 1930년대에 핀란드계 소련 공산주의자들은 소련을 탈출해 핀란드로 돌아가거나, 탈출하지 못한 사람들은 처형당했다. 그리고 쿠시넨이 스탈린주의적 공개재판, 강제이주, 처형을 겪지 않은 소수의 핀란드계 인사 중 한 명임이 알려지면서 핀란드에서 그의 평판은 더욱 실추되었다.

### 괴뢰정부 수반

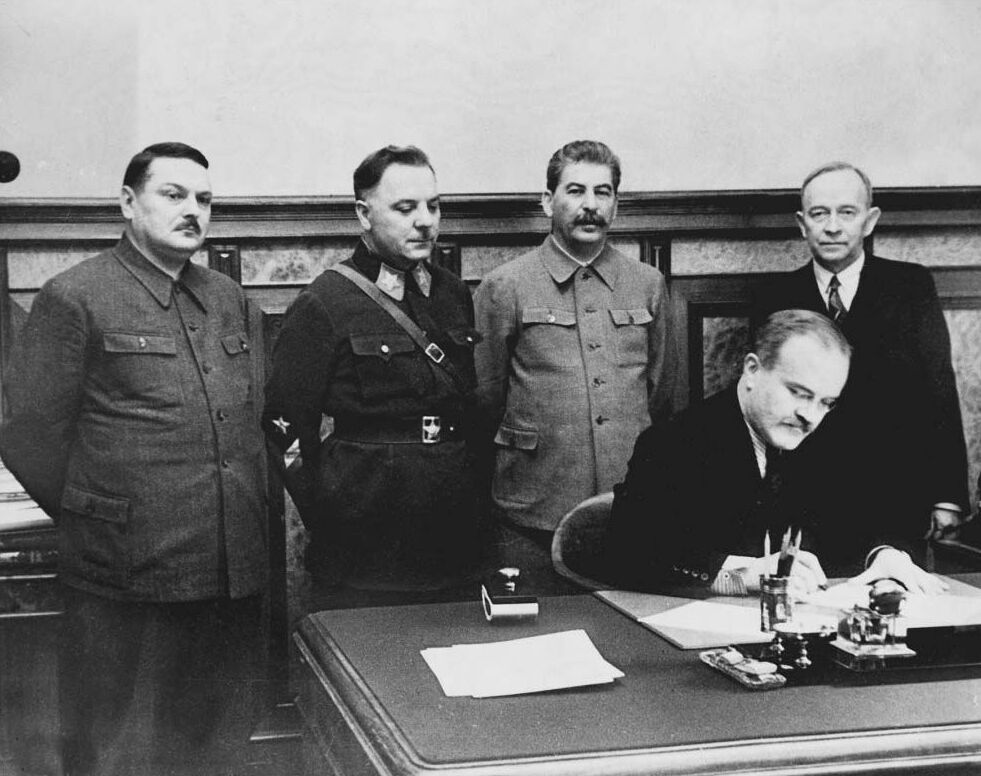
핀란드 민주공화국과 조약을 맺는 소련 지도부. 앞에 앉아있는 사람은 뱌체슬라프 몰로토프이고 뒤에 서 있는 사람들은 왼쪽부터 안드레이 즈다노프, 클리멘트 보로실로프, 이오시프 스탈린, 오토 빌레 쿠시넨.

1939년 11월 30일, 붉은 군대가 핀란드를 침공하면서 겨울전쟁이 시작되었다. 쿠시넨은 스탈린의 괴뢰정권인 핀란드 민주공화국의 수반으로 발표되었다. 1939년 12월 1일 "핀란드 인민내각의 선언"이 발표되었고 12월 2일에는 모스크바에서 몰로토프와 쿠시넨이 "소비에트 연방-핀란드 민주공화국 상호원조우호조약"에 조인했다. 쿠시넨과 소련 지도부는 공식적 조약 외에도 핀란드 민주공화국이 향후 소련에 막대한 이권과 영토를 할양한다는 이면합의서를 작성했다. 그러나 전쟁은 뜻대로 풀리지 않았고 소련 지도부는 핀란드 공화국 정부와 협상을 하기로 한다. 이렇게 되자 붕 떠버린 쿠시넨의 괴뢰정부는 자연스레 해산되었고 쿠시넨은 대신 카렐리야-핀란드 SSR의 최고 소비에트 상무회 주석이 되었다.
겨울전쟁 당시 핀란드의 노동계급은 헬싱키의 정통 공화국 정부를 지지했다. 소련의 침공에 저항한 핀란드의 국민적 대단결은 훗날 겨울전쟁 정신이라고 불리게 된다.

### 소련의 요인으로서 여생
쿠시넨은 소련에서 가장 중요한 기관인 정치국 국원이 되면서 소련의 중요 관료가 되었다. 쿠시넨은 니키타 흐루시초프 시절에도 정치국원 자리를 유지했다. 1957년-1964년에는 소련 공산당 중앙위원회 서기를 맡았다. 1952년, 1957년 두 차례 중앙위원회 상무회에 선출되었다.
쿠시넨은 1958년 소비에트 과학 아카데미 회원으로 뽑혔다.
죽을 병에 걸리자 쿠시넨은 헬싱키 주재 소련 대사관을 통해 고향 라우카와 이위배스퀼래를 개인 자격으로 방문하게 해달라고 요청했다. 핀란드 정부는 이 요청을 거부했다. 쿠시넨은 1964년 5월 17일 모스크바에서 죽었다. 유해는 화장되어 크레믈린 벽에 묻혔다. 자식으로 냉전기 핀란드의 지도적 공산주의 정치인으로 활동한 딸 헤르타 쿠시넨이 있다.

## 가족
쿠시넨은 결혼을 여러 번 했고 자녀도 아주 많았다. 예컨대 아이노 엘리나(1901년생), 헤르타 엘리나(1904년생), 에사 오토 빌레(1906년생), 릭카시스코(1908년생), 헤이키(1911년생), 타넬리(1913년생) 등이 있다. 이 많은 아이들 중 거의 대부분은 첫 번째 아내 사이마 달스트룀(Saima Dahlström)의 슬하 자식들이다. 1920년대 초 쿠시넨은 아이노 사롤라(Aino Sarola)와 결혼했다. 1936년에는 자기보다 30살 어린 아르메니아계 여성 마리나 아미라고바(Marina Amiragova)와 염문에 빠졌다. 쿠시넨과 아미라고바는 결혼하지 않았지만 쿠시넨이 죽을 때까지 동거했다. 둘 사이에는 딸이 한 명 태어났지만(1937년생) 생후 11개월 때 죽었다.
대숙청이 한창이던 1937년, 쿠시넨의 아들이 체포되었다. 스탈린은 쿠시넨에게 왜 항의하지 않느냐고 물었다. 쿠시넨은 “체포당할 만한 심각한 이유가 있었음에 의심이 없다.”고 대답했다. 쿠시넨의 아들은 나중에 석방되었다.
아내 아이노 쿠시넨은 1939년-1955년에 굴라크에 끌려갔다. 그녀는 《스탈린 전후: 1920년대-1960년대 소비에트 러시아의 개인의 기록》이라는 회고록을 썼고 1972년 동독의 볼프강 레온하르트가 책을 펴냈다.

## 저서
- 〈러시아의 지도 아래〉, 《공산주의자 인터내셔널》, 1924년, 통권 제1호
- 〈"독일 10월"의 잘못된 설명〉, 《트로츠키주의의 오류》 (1925년)
- 《핀란드의 가면 벗겨지다: 반소정책 25년사》 (1944년)
- 〈전쟁광들의 인터내셔널〉, 《프라우다》 1951년 8월 27일자 기고
- 《마르크스-레닌주의 기초》 (1960년)

## 같이 보기
- 쿨레르보 만네르